# Медаль «За бездоганну службу» (СРСР)
Меда́ль «За бездога́нну слу́жбу» — відомча медаль Міністерства оборони СРСР, Міністерства внутрішніх справ СРСР та КДБ СРСР. Нагородження медаллю здійснювалося за вислугу років: за 20 років — I ступеня, за 15 років — II ступеня, за 10 років — III ступеня.

## Історія нагороди
Рішення про заснування медалі було прийнято Указом Президії Верховної Ради СРСР від 14 вересня 1957 року. Медаль заснована спільним наказом Міністра оборони СРСР, Міністра внутрішніх справ СРСР та Голови Комітету державної безпеки СРСР від 25 січня 1958 року.